# Atrium Libertatis
Atrium Libertatis (ungefär ”Frihetens sal”) var en byggnad på Trajanus forum i antikens Rom. Byggnaden, som nämns för första gången år 212 f.Kr., hyste censorernas ämbetsrum och arkiv samt en del av lagtavlorna i brons. Atrium Libertatis restaurerades år 194 f.Kr. och ånyo år 39 f.Kr. av Gaius Asinius Pollio; han lät i byggnaden inrätta Roms första offentliga bibliotek – Bibliotheca Asinii Pollionis.